# О-Карбальїньйо
О-Карбальїньйо (гал. O Carballiño, ісп. Carballino) — муніципалітет в Іспанії, у складі автономної спільноти Галісія, у провінції Оренсе. Населення — 14 114 осіб (2009).
Муніципалітет розташований на відстані близько 430 км на північний захід від Мадрида, 20 км на північний захід від Оренсе.
Муніципалітет складається з таких паррокій: Аркос, Банга, О-Барон, Кабанелас, О-Карбальїньйо, Лобас, Лонгосейрос, Мадарнас, Месего, Муделос, Партовія, А-Пітейра, Понте-Вейга, Сагра, Сеньйорін, Сеоане-де-Аркос.

## Демографія
Динаміка населення (INE ):

## Галерея зображень

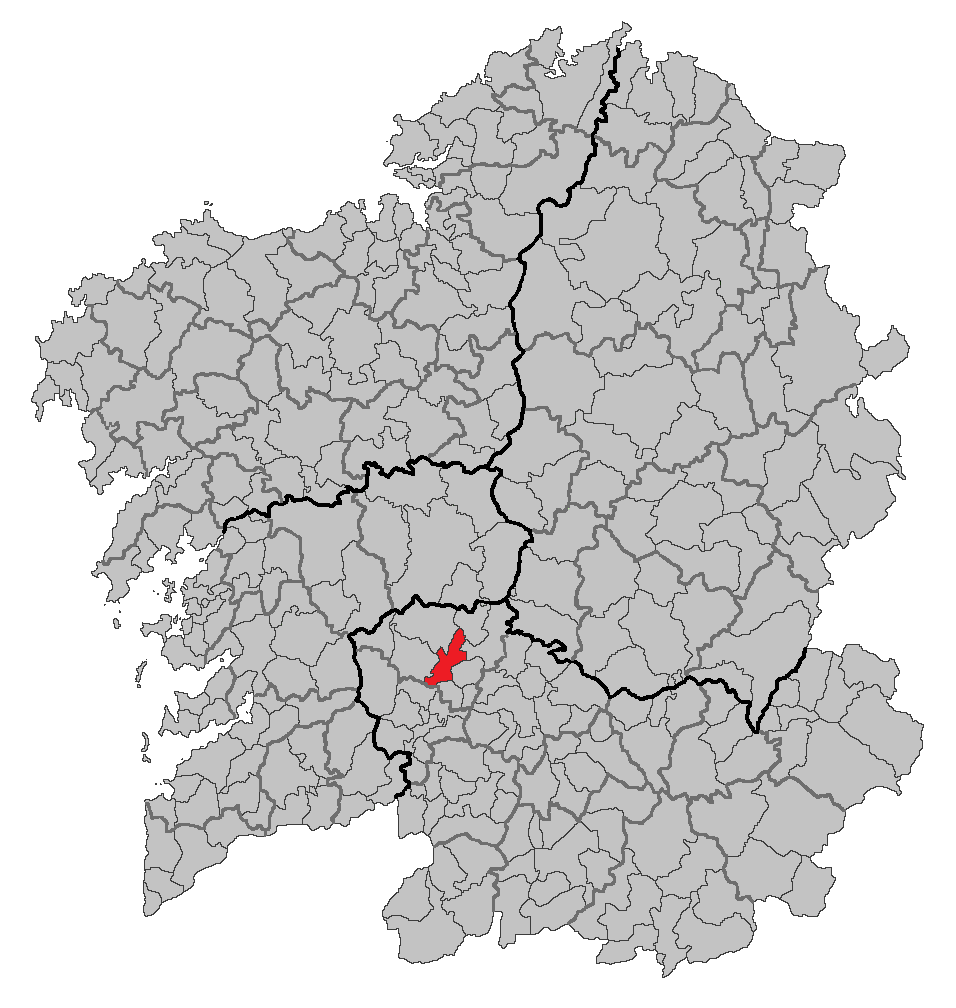
Розташування муніципалітету
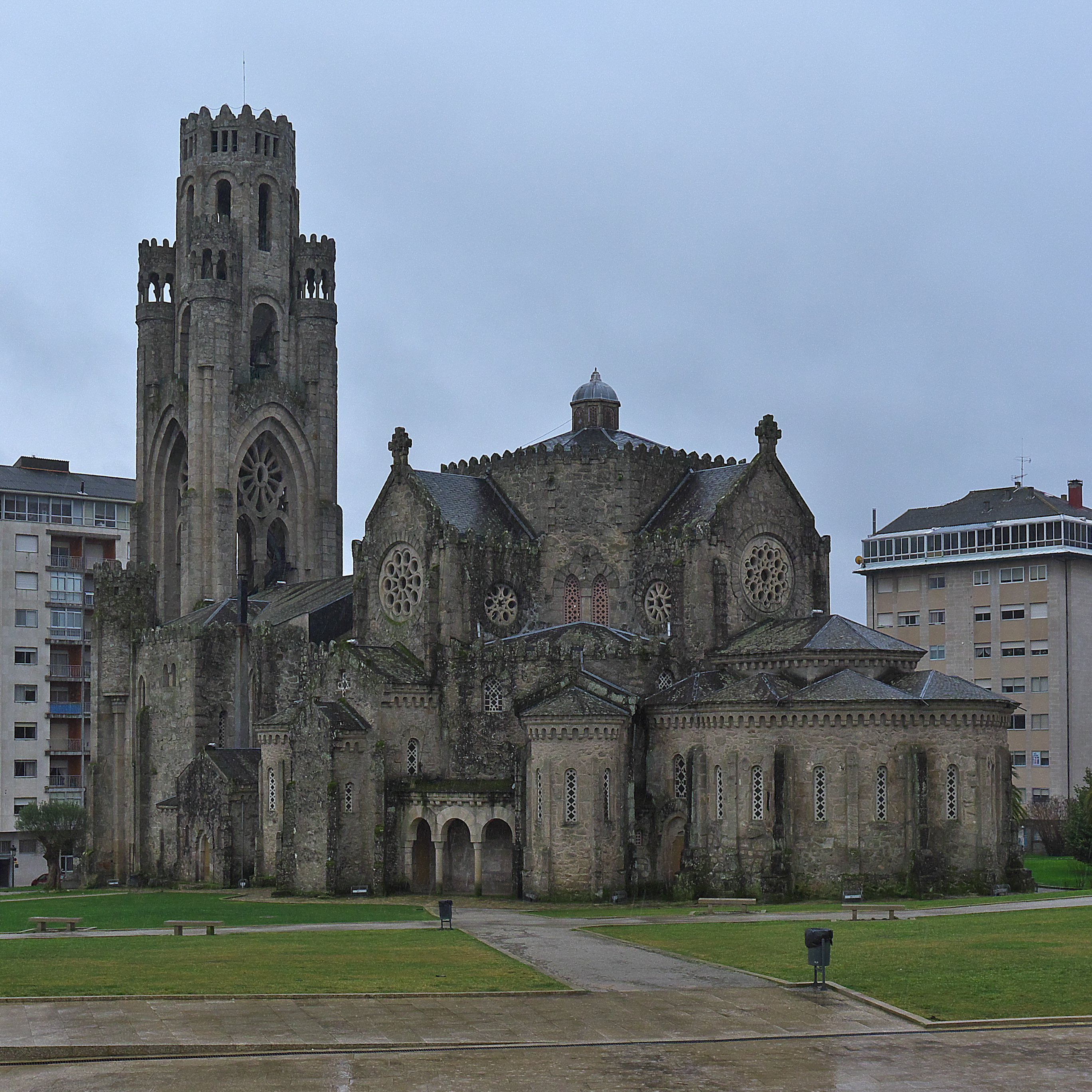
Церква Ла-Веракрус
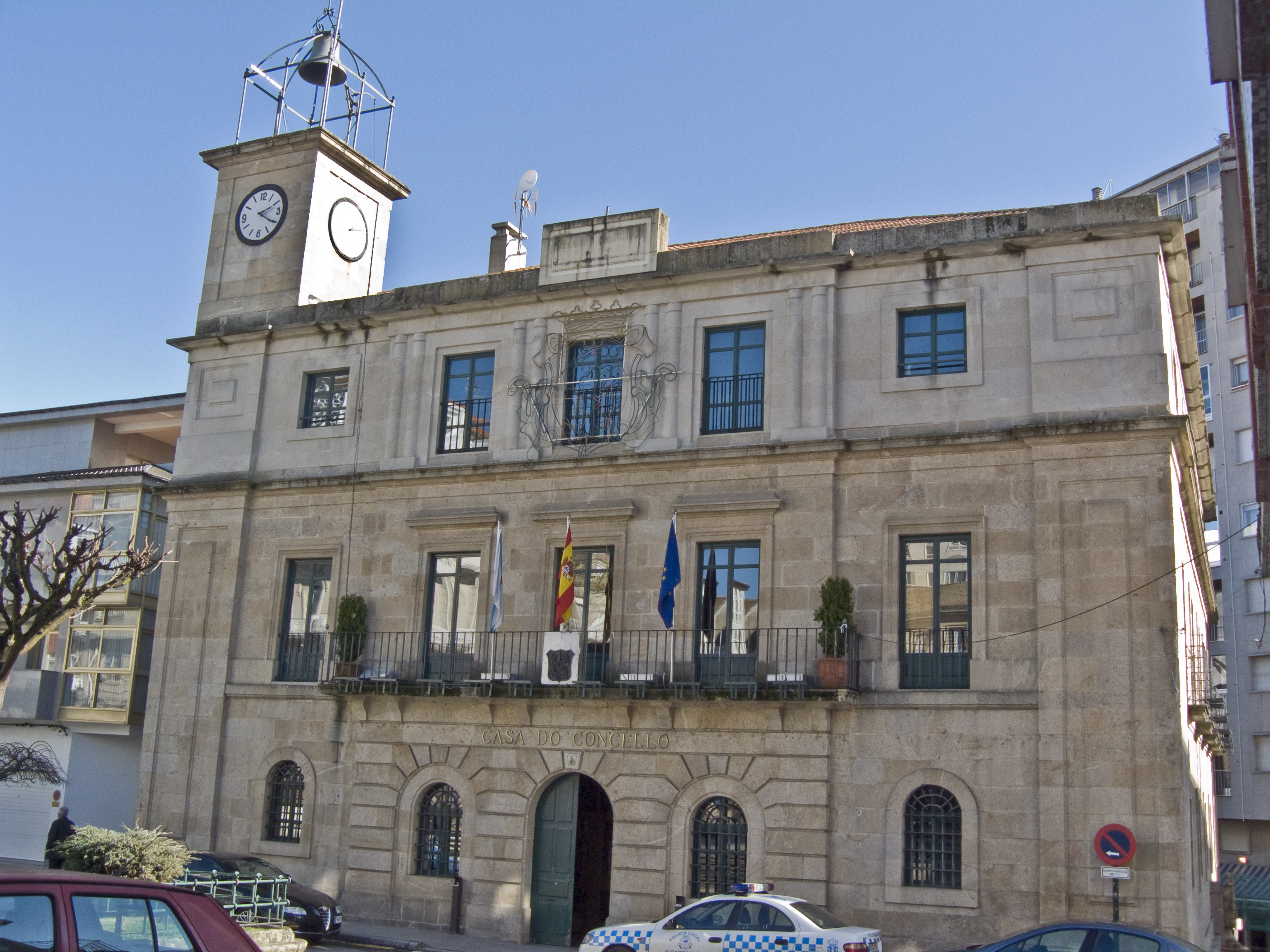
Муніципальна рада